# Pierre Ier de Béarn
Pierre Ier de Béarn fut vicomte de Béarn, de Gabardan et de Brulhois, de 1134 jusqu'à sa mort en 1153.

## Vie
Il était le fils de Pierre II de Gabarret et de Guiscarde de Béarn, fille de Gaston IV de Béarn et de Talèse d'Aragon, et reçut le titre de vicomte après les morts successives de son grand-père Gaston IV (1131) et de son oncle Centulle VI de Béarn (1134). Avant sa majorité, la régence fut assurée par sa grand-mère Talèse (au moins jusqu'en 1136), puis par sa mère Guiscarde (jusqu'en 1147).

Marié à une princesse catalane, il prit part à la croisade organisée par Raimond-Bérenger IV de Barcelone (et de fait roi d'Aragon) en 1148. Il suivait en cela une longue tradition suivant laquelle Béarnais et Aragonais combattaient coude à coude contre les Musulmans d'Espagne. La campagne fut un succès, conquérant Tortosa, Lérida et Fraga. La forteresse de Fraga était un symbole d'une grande valeur pour les Béarnais parce qu'à ses portes était mort le vicomte précédent, Centulle VI. Pour cette raison, Pierre demanda et obtint l'échange de son titre de Seigneur de Huesca contre celui de Seigneur de Fraga.

Il améliora les routes du pèlerinage de Saint-Jacques-de-Compostelle, mais contrairement à son grand-père Gaston IV, il fonda des hôpitaux sur les voies passant par Roncevaux, et non celles empruntant le Somport, où l'abbaye navarraise de Sainte Christine du Somport était le principal passage pyrénéen pour les pèlerins.

Sa dernière décision connue fut la création d'un hôpital pour pèlerins à Ordios en 1153. Il mourut peu après, laissant deux enfants en bas âge : Gaston et Marie qui furent placés sous la responsabilité de leur grand-mère Guiscarde.

## Sources
- Pierre Tucoo-Chala, Quand l'Islam était aux portes des Pyrénées : de Gaston IV le Croisé à la croisade des Albigeois, Biarritz, J&D Editions, Biarritz, 1994, 285 p. (ISBN 2-84127-022-X)